# 民国热
民国热指进入21世纪之后，中国大陆的一种文化现象。中华人民共和国文化产业、思想领域表达对中華民國大陸時期（民国时期）的怀旧、赞美情绪:50。2014年时，中共官媒《环球时报》发表社评批判。
民国热在中国大陆的兴起，一般认为在2010年左右。可追溯至1990年代，中国大陆学者对中華民國歷史的反思。《中国青年报》2007年的报道曾描述中国大陆出版业的“民国热”。而在1999年时，这个领域还“远没有这么热”。民国热的受众数量庞大，对民国时期持正面评价，关注民国时期的政治人物和学术大师。相关文化产品丰富，互联网、影视剧、出版物为传播的主要渠道:50。
中华人民共和国方面对“民国热”的批评，有几个方面，一是宣扬历史虚无主义，对中国共产党和中华人民共和国政府进行丑化；二是，以春秋笔法借古讽今；三是，成为攻击中华人民共和国政治体制的工具。否定中华人民共和国代表中国的合法性:50。中共官媒《环球时报》社评称为“病态”，是“小资情调保持其特有的醉意”，“稍微一扒，它里面的无知和装腔作势就暴露无遗”。

## 相关
- 亲中华民国、亲中华民国派
- 东德情结
- 中国共产党修改历史的质疑